# Naḥf
Naḥf (hebreiska: נחף) är en ort i Israel.   Den ligger i distriktet Norra distriktet, i den norra delen av landet. Naḥf ligger 326 meter över havet och antalet invånare är 10 105.
Terrängen runt Naḥf är kuperad. Runt Naḥf är det ganska tätbefolkat, med 90 invånare per kvadratkilometer. Närmaste större samhälle är Karmi'el, 2,2 km sydväst om Naḥf. Omgivningarna runt Naḥf är i huvudsak ett öppet busklandskap.